# Sputnik Planitia
Sputnik Planitia (izvorno Sputnik Planum, hr. Dolina Sputnik),  je zaleđeni bazen na Plutonu, veličine oko 1050 x 800 km,  nazvan po prvom umjetnom satelitu. On čini zapadni dio Tombaugh Regia u obliku srca. Sputnik Planitia leži uglavnom na sjevernoj hemisferi, ali se proteže preko ekvatora. Veći dio ima površinu nepravilnih poligona razdvojenih koritima, interpretirane kao konvekcijske stanice u relativno mekom dušičnom ledu. U nekim slučajevima korita su popunjena planinama ili brdima ili sadrže tamniji materijal.  Čini se da na površini postoje tragovi vjetra s dokazima sublimacije. Tamni dijelovi dugi su nekoliko kilometara i svi su poravnate u istom smjeru.  Planitia također sadrži jame koje su očito formirane sublimacijom.  New Horizons nije uočio nikakve kratere, što podrazumijeva površinu staru manje od 10 milijuna godina. Modeliranjem stvaranja jama za sublimaciju dobiva se procjena površinske starosti od 180000 godina.  U blizini sjeverozapadne granice nalazi se polje poprečnih dina (okomito na pruge vjetra), razmaknute otprilike 0,4 do 1 km, za koje se smatra da se sastoje od čestica metanskog leda promjera 200-300 μm, izvedenih iz obližnje Al-Idrisi Montes.

## Nastanak
Većina dušikovog leda ovog patuljastog planeta može se naći u ovom području, a ledene su ploče velike i do 100.000 kilometara. Bazen je u lijevom dijelu srca, dok su na desnoj dušikovi ledenjaci i visoravni. Prije nego što je sonda New Horizons prošla pored njega, svi su mislili da je Pluton ravničarski planet, bez raznolikosti u reljefu, ali je situacija zapravo potpuno drugačija. On ima puno reljefnih oblika i znanstvenici sada pokušavaju utvrditi zbog čega je to tako. Atmosfera na Plutonu je oko 100.000 puta rjeđa nego na Zemlji i sastoji se od dušika, ugljikova monoksida i metana. Danju se zamrznuto dušikovo srce Plutona zagrijava taman toliko da isparava, a noću se kondenzira i ponovno pretvara u led. Istraživači ovu pojavu zovu Plutonovim "otkucajem srca", koje kontrolira atmosfersku cirkulaciju dušikovih vjetrova na njemu.
Istraživači su ustanovili da se dušikov vjetar kreće u suprotnom smjeru u odnosu na rotaciju Plutona i da pokreće toplinu, ledena zrnca i druge čestice koje su blizu njegove površine, ostavljajući pruge u sjevern tkriveno je i da zapadne vjetrove Plutona izazivaju para dušikovog leda na sjeveru i kreiranje leda na jugu. Ovo je jedinstvena atmosferska značajka kada su u pitanju planeti Sunčevog sustava. Zapadni se vjetrovi javljaju na četiri kilometra iznad površine Plutona, ali se i zrak ispod njih brzo kreće, stvarajući smjerove kretanja vjetra oko zapadne granice ledenog bazena. Litice bazena zarobljavaju hladni zrak, gdje se on učvršćuje prije nego što prijeđe preko regije. Ove regionalne vremenske pojave mogu osigurati bolje razumijevanje mračnih pruga i ravnica na zapadu bazena. Znanstvenici vjeruju da bi se Pluton potpuno promijenio kad bi se vjetrovi kretali u drugom pravcu.

## Sastav
Smatra se da se led koji čini bazen sastoji prvenstveno od dušičnog leda, s manjim udjelima ugljičnog monoksida i metanskog leda, iako su relativne proporcije nesigurne. Na temperaturi okoline Plutona 38 K, dušik i ugljikov monoksid su gušći i manje kruti od vodenog leda, što omogućuje protok glacijalnih tokova; dušični led je najviše isparljiv. Dušični led bazena počiva na plutonskoj kori uglavnom sastavljenoj od mnogo krutijeg vodenog leda.

### Ocean
Skupina američkih znanstvenika objavila je da se pod ledenom površinom znamenitog Plutonova srca (čiji je jedan dio Sputnik Planitia)  najvjerojatnije krije veliki kašasti ocean slane vode. Do ovog zaključka tim je došao na temelju snimaka letjelice New Horizons koje su pokazale da je Sputnik Planitia ili Dolina Sputnik, gravitacijski zaključano, odnosno da je uvijek okrenuto na suprotnu stranu od njegova najvećeg mjeseca Harona.
Na temelju funkcioniranja plimne zaključanosti logično je zaključiti da će i u područjima na plimnoj osi Plutona biti sadržana veća masa. To znači da bi strana okrenuta izravno Haronu, kao i ona točno nasuprot, trebale sadržavati veću masu. No s druge strane poznato je da je Dolina Sputnik zapravo udubljeno područje, a ne izbočeno. Pretpostavlja se da je ta udubina nastala u nekom sudaru Plutona s nekim asteroidom veličine Manhattana. Stoga se nameće pitanje kako je moguće da se u području koje je udubljeno skriva veća masa. Ona bi ondje trebala biti manja. Najlogičniji odgovor je da se ispod srcolike površine skriva kašasti ocean jer je gustoća vode veća od gustoće leda. U prilog tezi o oceanu govori i činjenica da je Dolina Sputnik neobično glatka, da na njoj nema nikakvih kratera od udara meteorita što znači da se najvjerojatnije stalno obnavlja.
U astronomiji, kada se spominje voda na nekom planetu, obično se uvijek poteže i pitanje mogućnosti postojanja života. Plutonov ocean, ako stvarno postoji, na temperaturama od oko -240 Celzijusa nikako ne može biti gostoljubivo mjesto. Uvjeti u tom oceanu morali bi biti među najekstremnijima u Sunčevom sustavu. On također ima bitno drugačiji kemijski sastav od Zemaljskih ili od onoga koji vjerojatno postoji na mjesecu Europa. Među ostalim, koncentracije soli u njemu morale bi biti ekstremne.

## Imenovanje
Neformalni naziv Sputnik Planum prvi je objavio tim New Horizonsa na konferenciji za novinare 24. srpnja 2015. Planum je ravna regija višeg uspona (visoravan). Kada su početkom 2016. analizirani topografski podaci, postalo je jasno da je Sputnik zapravo ravnica, a neformalni naziv promijenjen je u Sputnik Planitia kasnije te godine. Ime je i dalje bilo neformalno jer ga Međunarodna astronomska unija (IAU) još nije usvojila. Dana 7. rujna 2017. ime je službeno odobreno zajedno s imenima Tombaugh Regio i još 12 obližnjih značajki površine.